# جيمس بروت
جيمس بروت (بالإنجليزية: James Pruitt)‏ هو لاعب كرة قدم أمريكية أمريكي، ولد في 29 يناير 1964 في لوس أنجلوس في الولايات المتحدة.

## وصلات خارجية
- جيمس بروت على موقع مرجع كرة القدم المحترفة.كوم (الإنجليزية)
- جيمس بروت على موقع JustSportsStats.com (الإنجليزية)